# Port of Miami

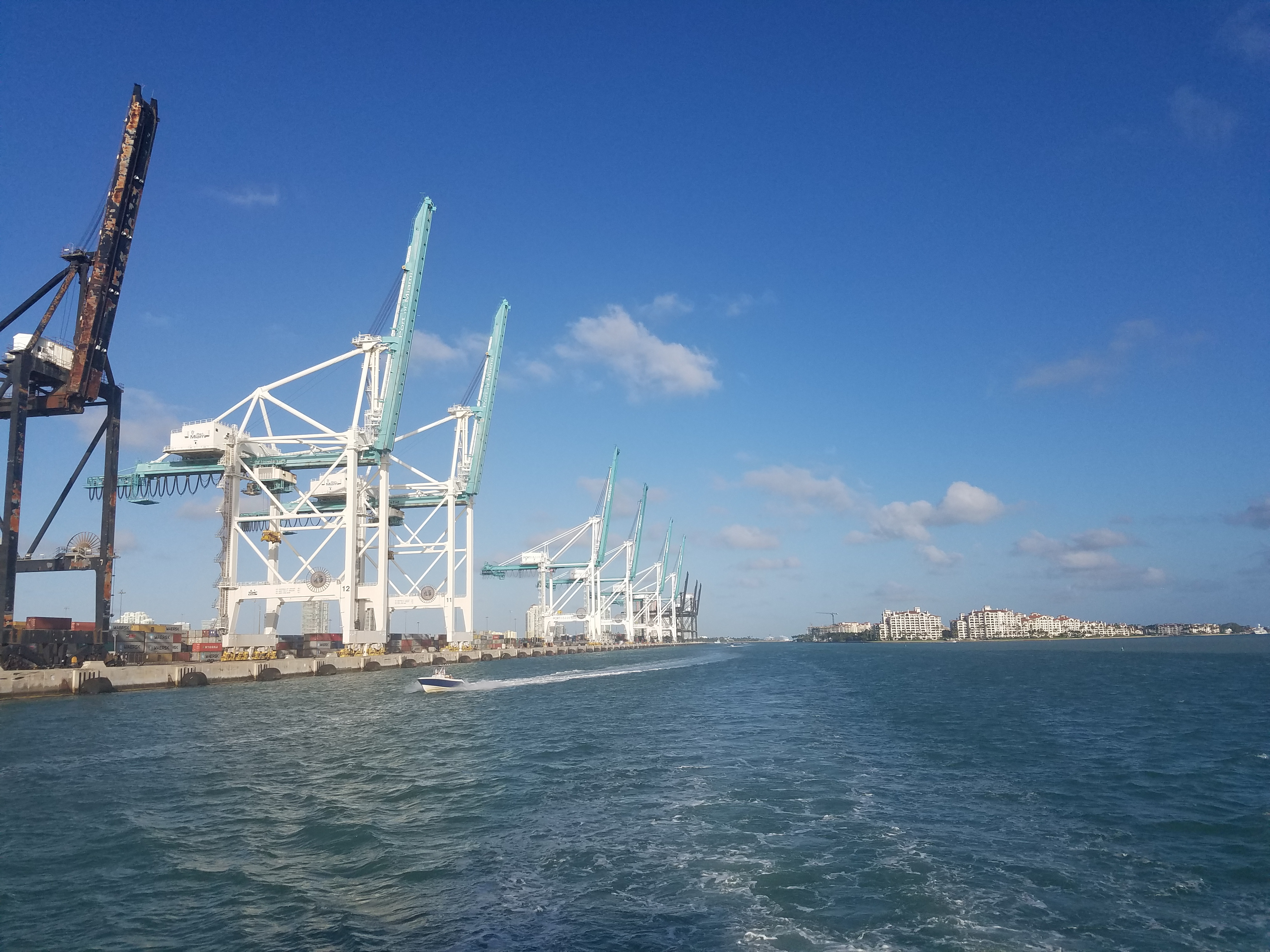
Porto de Miami

"Porto of Miami" é o título do álbum de estréia do rapper de Miami, Rick Ross. O nome do álbum é uma referência para Miami, que é um dos principais destinos para a chegada de carregamentos de cocaína para os Estados Unidos. O álbum foi lançado em 8 de Agosto de 2006 pela Slip-N-Slide, pela Def Jam Gravações e Poe Boy Entretenimento. O álbum estreou em 1º lugar na Billboard 200 com mais de 187.000 cópias vendidas na primeira semana após o lançamento. Em 2010, o Rhapsody, um serviço de música online, chamou-o um dos melhores álbuns "Rap Cocaína" de todos os tempos.
O primeiro single deste se intitula "Hustlin’", tocando muito em rádios. Existe também um remix para a música, em que colaboram Jay-Z e Young Jeezy. O segundo single do álbum é a "Push It", que é produzida por J. R. Rotem. A faixa usa samples de "Push It to the Limit", do filme Scarface. “Porto of Miami” recebeu o certificado de disco ouro pelo RIAA em 8 de novembro de 2006, com mais de 500.000 cópias vendidas. O álbum vendeu, no total, mais de 857.000 exemplares, de acordo com a Soundscan.

## Lista de faixas
Comfirmada pelo iTunes e pela Amazon.com.
| N.º | Título                                       | Produtor(es)       | Duração |  |
| 1.  | "Intro"                                      |                    | 0:24    |  |
| 2.  | "Push It"                                    | J. R. Rotem        | 3:28    |  |
| 3.  | "Blow" (com Dre)                             | Cool & Dre         | 4:10    |  |
| 4.  | "Hustlin'"                                   | The Runners        | 4:14    |  |
| 5.  | "Cross That Line" (com Akon)                 | Akon & C. Fournier | 4:33    |  |
| 6.  | "I'm Bad"                                    | K. Luck            | 3:53    |  |
| 7.  | "Boss" (com Dre)                             | Cool & Dre         | 4:40    |  |
| 8.  | "For Da Low"                                 | Jazze Pha          | 4:21    |  |
| 9.  | "Where My Money (I Need That)"               | The Runners        | 4:31    |  |
| 10. | "Get Away" (com Mario Winans)                | Mario Winans       | 4:06    |  |
| 11. | "Hit U From the Back" (com Rodney)           | The Runners        | 5:05    |  |
| 12. | "White House"                                | DJ Toomp           | 4:01    |  |
| 13. | "Pots & Pans" (com J Rock)                   | J Rock             | 4:35    |  |
| 14. | "It's My Time" (com Lyfe Jennings)           | The Runners        | 4:15    |  |
| 15. | "Street Life" (com Lloyd)                    | Big Reese          | 4:07    |  |
| 16. | "Hustlin'" (Remix) (com Jay-Z e Young Jeezy) | The Runners        | 4:44    |  |
| 17. | "It Ain't a Problem" (com Carol City Cartel) | J. Venom           | 3:47    |  |
| 18. | "I'm a G" (com Lil' Wayne & Brisco)          | DJ Khaled          | 4:15    |  |
| 19. | "Prayer"                                     | J Rock             | 4:08    |  |

## Posições nas Avaliações
| Avaliação (2006)                      | Posição |
| ------------------------------------- | ------- |
| U.S. Billboard 200                    | 1       |
| U.S. Billboard Top R&B/Hip-Hop Albums | 1       |